# دلتا² شلیاق
دلتا² شلیاق یک ستاره است که در صورت فلکی شلیاق قرار دارد.